# Olympische Jugend-Sommerspiele 2018/Teilnehmer (Kambodscha)
| Gelbes Symbol für Goldmedaillen mit stilisierten Olympischen Ringen | Graues Symbol für Silbermedaillen mit stilisierten Olympischen Ringen | Braundes Symbol für Bronzemedaillen mit stilisierten Olympischen Ringen |
| ------------------------------------------------------------------- | --------------------------------------------------------------------- | ----------------------------------------------------------------------- |
| —                                                                   | —                                                                     | —                                                                       |

Die Jugend-Olympiamannschaft aus Kambodscha für die III. Olympischen Jugend-Sommerspiele vom 6. bis 18. Oktober 2018 in Buenos Aires (Argentinien) bestand aus drei Athleten.

## Athleten nach Sportarten

### Badminton
Jungen
- Vath Vannthoun
Einzel: 17. Platz
Mixed: Gold  (im Team Alpha)

### Ringen
Mädchen
- Sim Sopealai
Freistil bis 49 kg: 10. Platz

### Schwimmen
Jungen
- Bunna Poeuvpichra
50 m Freistil: 46. Platz
50 m Schmetterling: 50. Platz